# Argyll Arcade

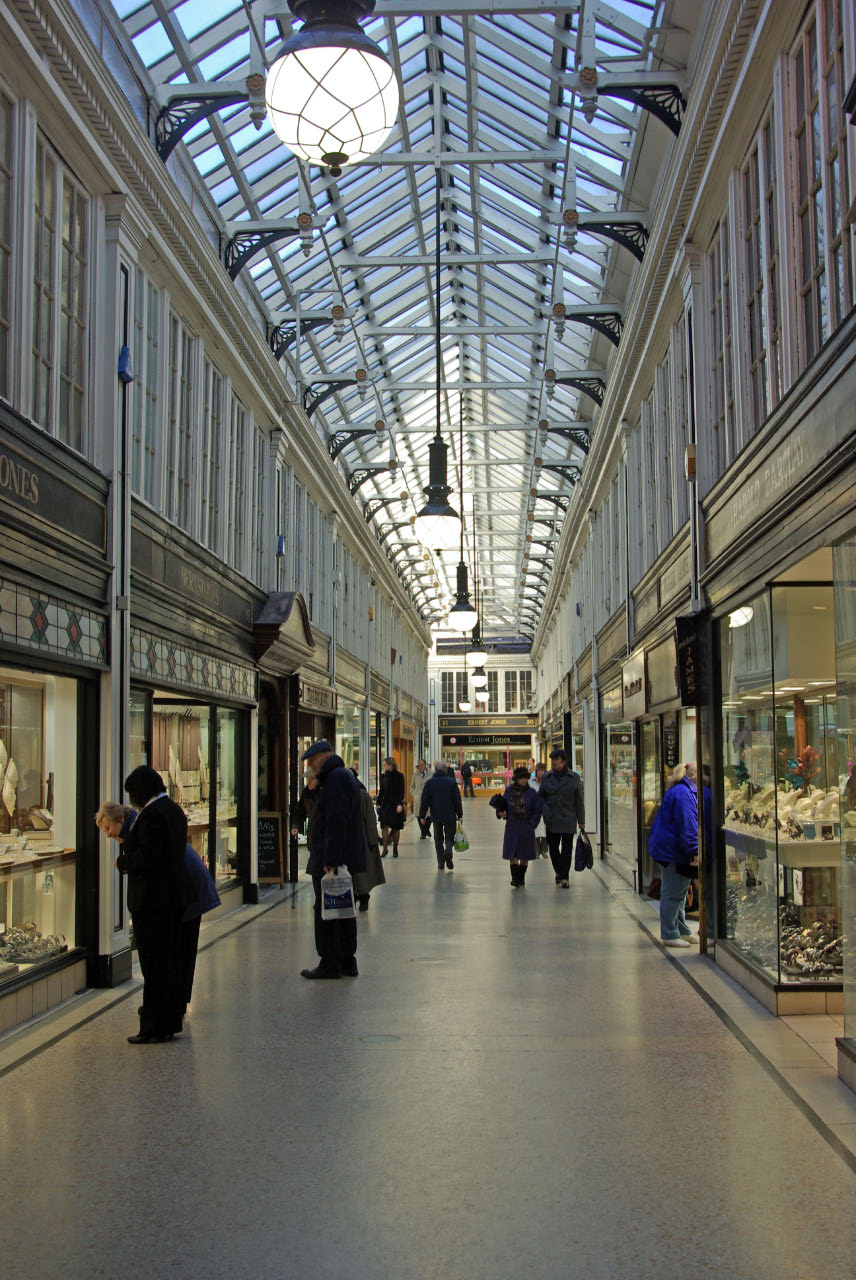
Argyll Arcade

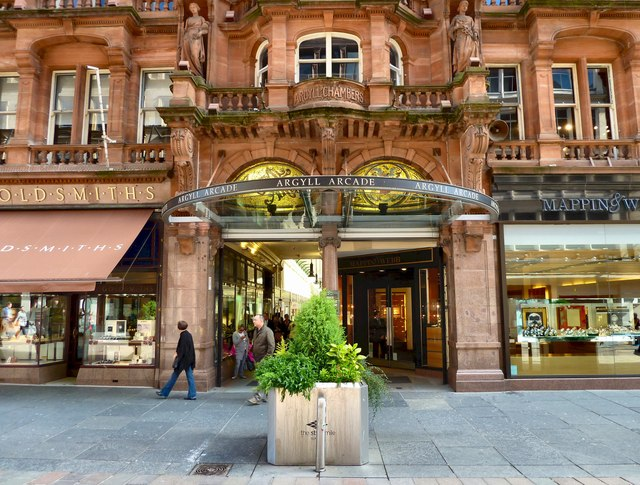
Eingang der Passage

Die Argyll Arcade ist eine Einkaufspassage in der schottischen Stadt Glasgow. 1970 wurde das Bauwerk als Einzeldenkmal in die schottischen Denkmallisten in der höchsten Denkmalkategorie A aufgenommen.

## Geschichte
Die Passage wurde 1827 nach einem Entwurf des schottischen Architekten John Baird für den Investor James Robertson Reid erbaut. Es handelt sich um die älteste Einkaufspassage Schottlands. Sie wurde mit den Pariser Einkaufspassagen aus dem späten 18. Jahrhundert als Vorbild gebaut. 1933 wurde das Bauwerk überarbeitet.

## Beschreibung
Die rund 140 m lange Passage befindet sich im Zentrum Glasgows. Ihr Verlauf beschreibt einen rechten Winkel. Sie verbindet die Argyll Street im Süden mit der Buchanan Street im Westen. Entlang der Buchanan Street befindet sich der Eingang in den Argyll Chambers. Entlang beider Seiten ziehen sich Ladengeschäfte, deren Fronten modern gestaltet sind, jedoch noch teilweise die ursprünglichen Pilaster enthalten. Darüber ziehen sich zwölfteilige Sprossenfenster mit gliedernden Pilastern und einem durchgehenden Zahnschnitt. Das abschließende Hammerbalken-Gewölbe aus gusseisernen Trägern ist verglast. Inmitten der Passage befindet sich mit David Sloan’s Arcade Cafe ein weiteres Einzeldenkmal der Kategorie A.